# Greendale (Wisconsin)
Pour les articles homonymes, voir Greendale.
Greendale est un village du comté de Milwaukee, dans l'État du Wisconsin, aux États-Unis. En 2020, il comptait une population de 14 854 habitants.